# Biblioteca musicale Gaetano Donizetti
La Biblioteca musicale Gaetano Donizetti di Bergamo è una biblioteca che raccoglie i fondi musicali degli istituti culturali bergamaschi. È stata istituita attraverso una convenzione siglata nel 2006 fra il Comune di Bergamo e la Fondazione Congregazione Misericordia Maggiore (MÎA), quale sezione staccata della Biblioteca civica Angelo Mai.
Le istituzioni che afferiscono alla Biblioteca musicale Gaetano Donizetti sono la Biblioteca Mai, l'Istituto musicale Gaetano Donizetti, il Museo donizettiano, il teatro Donizetti e la cappella della Basilica di Santa Maria Maggiore.
La biblioteca possiede più di 30.000 volumi fra cui manoscritti ed edizioni a stampa, suddivisi nei seguenti fondi:
- Sezione storica della biblioteca dell'Istituto musicale Gaetano Donizetti
- Biblioteca musicale Donizetti (Fondo Missiroli)
- Fondo musicale della Cappella di Santa Maria Maggiore
- Fondo Gianandrea Gavazzeni
- Fondo Giuseppe Conca
- Fondo Giulio Dentella
- Fondo Eugenio Giudici
- Fondo Carlo Trambusti
- Fondo Luciano Malanchini
- Fondo Marino Anesa
- Fondi minori